# 神戸 (川口市)
神戸（ごうど）は、埼玉県川口市の大字。郵便番号は333-0832。

## 地理
川口市の北部の神根地区の中部に位置し、神根支所や神根公民館が所在する。川口市の市街地よりもさいたま市の市街地が近い。緑地、農地なども多く残り、園芸が盛んな地域である。飛地が三箇所存在し、町の中心部から200 mほど西に離れた位置に、道合神戸団地の一部が所在する。また、神戸地区の西の飛び地を除き、埼玉県立安行武南自然公園の区域でもある。2006年現在の人口は2,513人で、増加傾向にある。埼玉高速鉄道が開通するまでは鉄道空白地帯で、1989年（平成元年）頃は最寄駅であった東浦和駅からは徒歩30分以上かかる位置にあり、町の大半が未開発の緑地や農地であった。しかしそれ以降、町の中を通る東京外環自動車道や最寄駅となった新井宿駅などが開業するなど、都市化の影響を受け、住宅化が急速に進んでいる。また、国道122号にも近い位置にある。

## 歴史
もとは江戸期より存在した足立郡安行領に属する神戸村であった。1889年までは一帯が神戸村であったが、神根村の合併時に廃止され、大字としての神戸が成立した。
- 1871年（明治4年）11月13日 - 第1次府県統合により埼玉県の管轄となる。
- 1879年（明治12年）3月17日 - 郡区町村編制法により成立した北足立郡に属す。郡役所は浦和宿に設置。
- 1889年（明治22年）4月1日 - 町村制施行に伴い、安行領根岸村・安行領在家村・道合村・神戸村・木曾呂村・石神村・赤山村・西新井宿村・新井宿村・内野村・源左衛門新田・赤芝新田が合併し、神根村が成立する。神戸村は神根村の大字神戸となる。
- 1940年（昭和15年）4月1日 - 神根村、鳩ヶ谷町、芝村、新郷村が川口市に編入合併される。川口市の大字となる。
- 1971年（昭和46年）6月2日 - 地内に川口市消防局北消防署神根分署が設置される。
- 1987年（昭和62年）9月9日 - 地内に東北自動車道が川口JCTまで延伸され、開通する。
- 1992年（平成4年）11月27日 - 地内に東京外環自動車道が建設され、開業する。

### 地名の由来
新編武蔵風土記稿によるとかつて神社領があったことだとされている。

## 世帯数と人口
2018年（平成30年）3月1日現在の世帯数と人口は以下の通りである。
| 大字 | 世帯数    | 人口    |
| ---- | --------- | ------- |
| 神戸 | 1,156世帯 | 2,580人 |

## 小・中学校の学区
市立小・中学校に通う場合、学区（校区）は以下の通りとなる。
| 番地                              | 小学校               | 中学校             |
| --------------------------------- | -------------------- | ------------------ |
| 641〜657番地 （石神地内への飛地） | 川口市立木曽呂小学校 | 川口市立北中学校   |
| 1〜640番地 658〜709番地           | 川口市立神根小学校   | 川口市立北中学校   |
| 710〜724番地                      | 川口市立在家小学校   | 川口市立北中学校   |
| 725〜780番地                      | 川口市立在家小学校   | 川口市立在家中学校 |
| 781〜796番地                      | 川口市立神根小学校   | 川口市立在家中学校 |

## 交通
地内に鉄道は敷設されていない。

### 道路
- 東北自動車道 - 東部で掠める
  - 川口ジャンクション（一部）
- 東京外環自動車道
- 国道122号 - 東部で掠める
- 国道298号
- たたら荘前通（飛地）

## 施設
- 埼玉県立川口青陵高等学校
- 川口市役所神根支所
- 川口市消防局北消防署神根分署
- 川口市立神根公民館
- 神戸町会会館
- 市営道合神戸団地
- 乙女山市営住宅
- JAさいたま神根支店
- 青木信用金庫神根支店
- 川口さくら病院
- 川口わんぱく保育園
- 神根運動場 - 飛地に立地する。
- 神根神戸公園
- 神戸東公園